# Castello di La Follie
Il castello di La Follie (in francese château de La Follie) è un castello della provincia di Hainaut in Belgio, situato nella frazione Écaussinnes-d'Enghien del comune di Écaussinnes, lungo la Sennette. L'edificio è un maniero del XVI secolo edificato sulle fondazioni di un antico castello fortificato del XIV secolo.
Il castello è tutelato dallo Stato belga.

## Storia
L'edificio attuale non è antecedente al XVI secolo; nel 1928, degli scavi compiuti dal proprietario Pierre de Lichtervelde hanno permesso di scoprire un antico fossato risalente a due secoli prima (XIV secolo).
L'antico castello aveva l'aspetto di una fortezza, con quattro torri cilindriche, munite di caditoie, collegate tra di loro con mura di tre metri di spessore, per formare un solido quadrilatero.
Il castello, circondato dal fossato, presentava l'ingresso protetto da un ponte levatoio.
Sotto l'attuale castello si trovano immense cantine voltate, dove si possono ancora osservare le fondazioni delle quattro torri angolari oggi scomparse.
La presenza di un caminetto fa ritenere che il luogo fosse ancora abitabile nel XIV secolo.
Nel XVI secolo, per la costruzione del nuovo castello, il pavimento fu sopraelevato, rendendo questi ambienti totalmente sotterranei.

## Festival
Ogni anno, nel mese di luglio, presso il castello è organizzato un festival di musica classica di alto livello . Nel mese di agosto, nel parco del castello è invece organizzato il Théâtre royal des Galeries.

## Galleria d'immagini

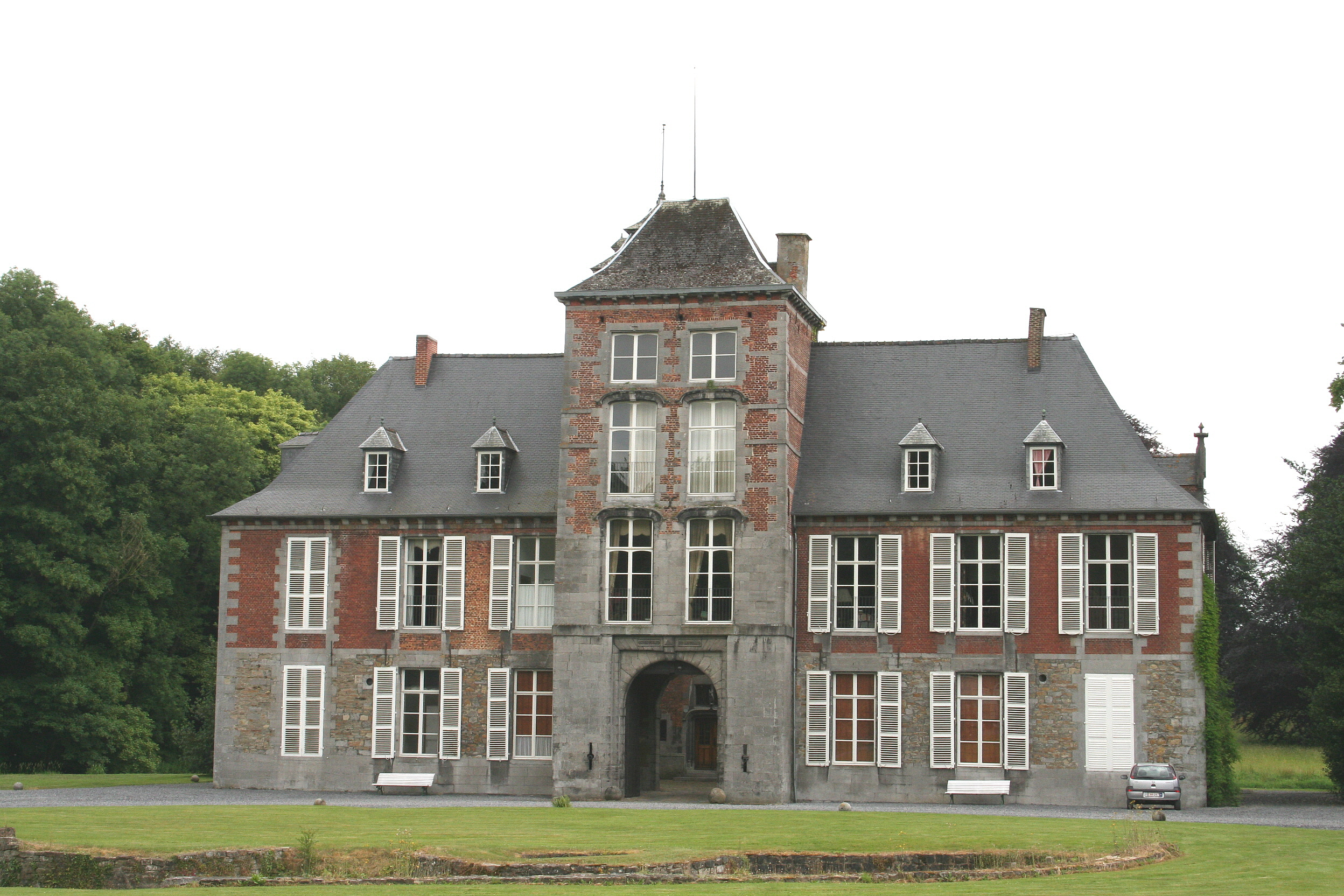
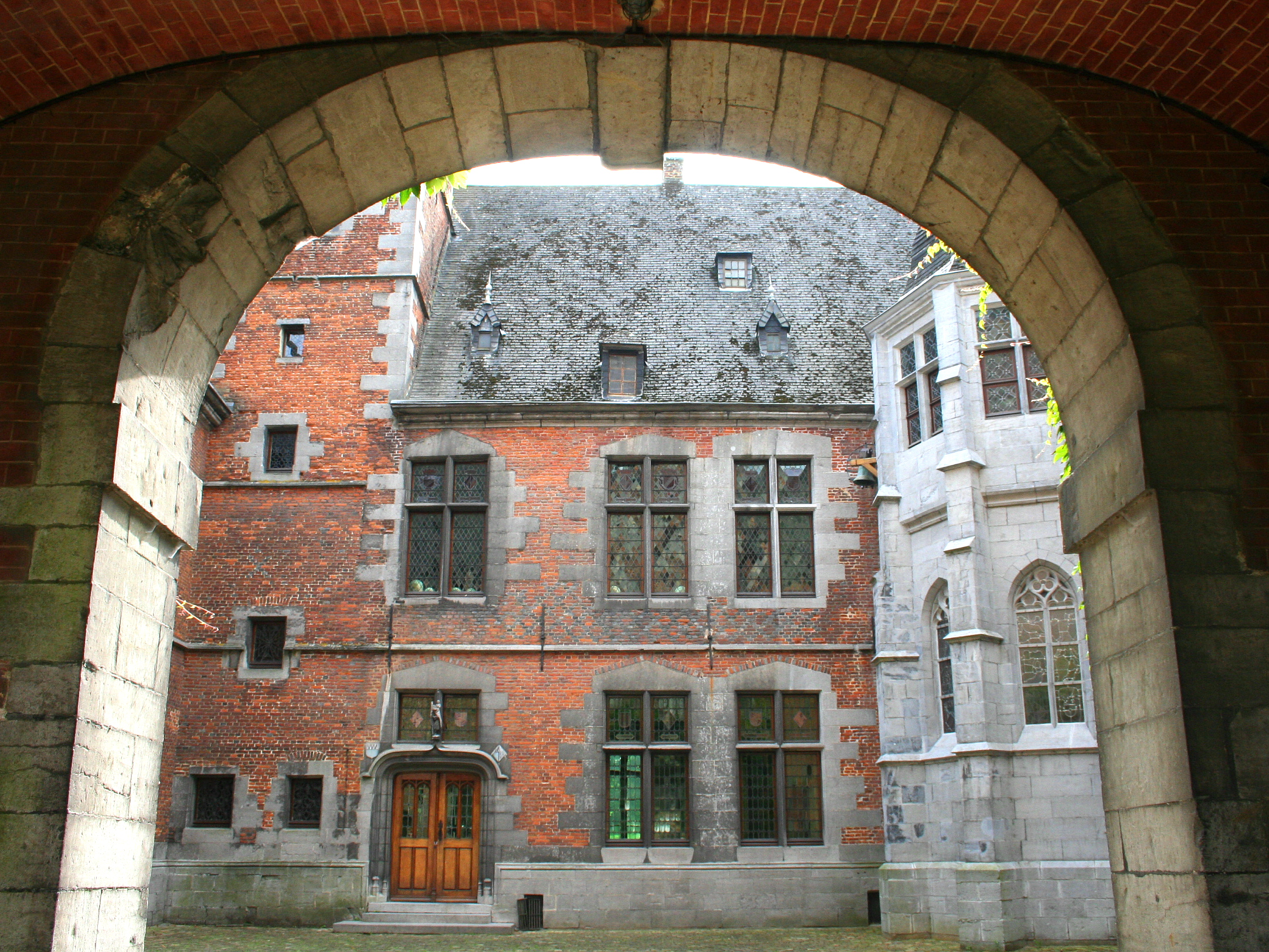
La corte interna del castello
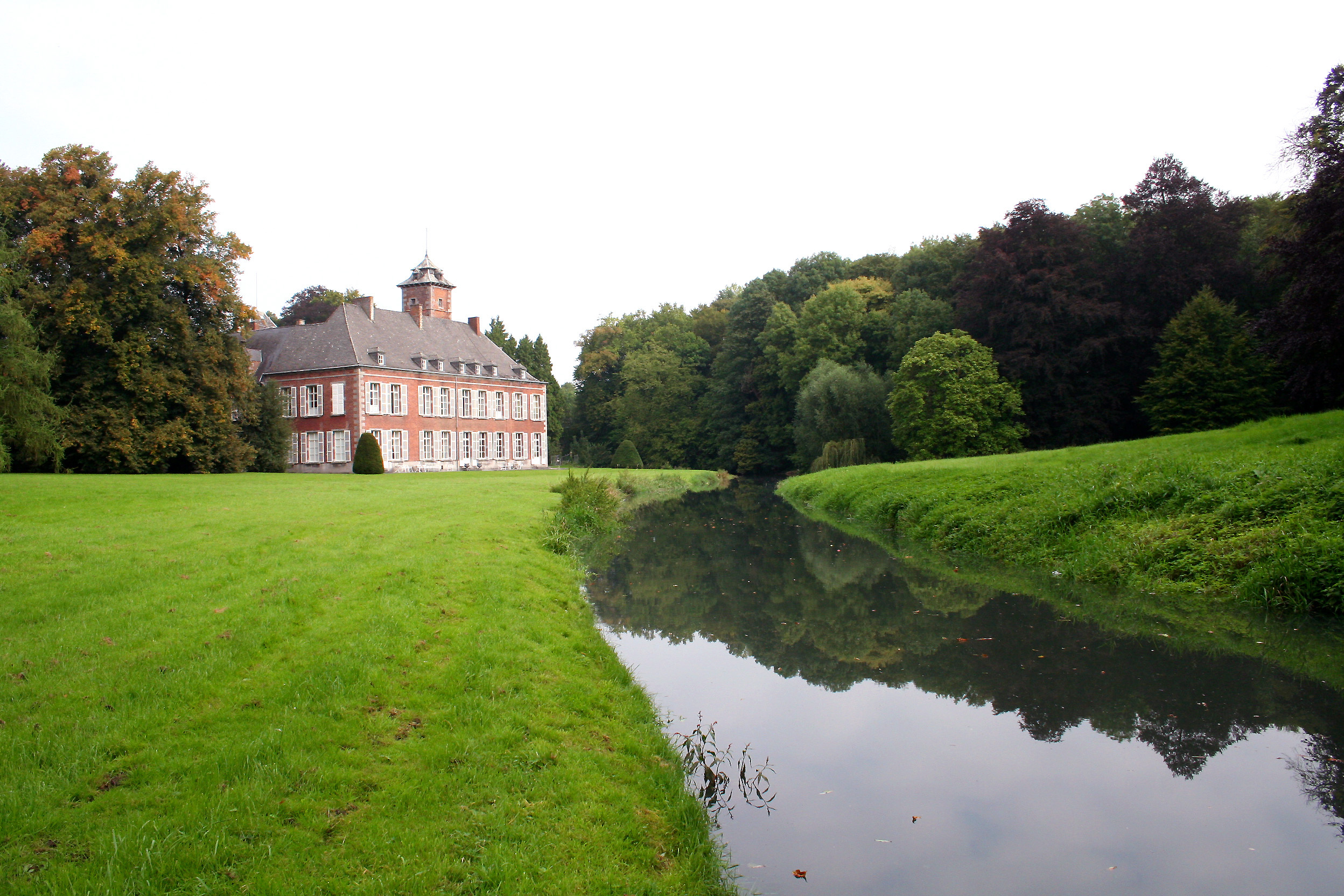
La Sennette e il castello